# Don Dimas (libro)
Don Dimas. Historia de zorros y hombres es una obra inédita de Blas Infante, escrita en 1927 y publicada por primera vez en 2023.

## Contexto y publicación
Blas Infante, conocido como el "Padre de la Patria Andaluza", escribió este relato durante su estancia en Isla Cristina (Huelva) donde ejercía como notario. La obra permaneció inédita y oculta en su despacho hasta su reciente publicación. El texto fue cuidadosamente transcrito por los investigadores Norberto Ruiz Rodríguez y Manuel Ruiz Romero, quienes también escribieron el estudio introductorio que acompaña la edición.

## Argumento y análisis
El relato narra la historia de un zorro llamado Don Dimas, a quien Infante da nombre en referencia al "buen ladrón" crucificado junto a Jesucristo. La obra se centra en la relación entre Don Dimas y la familia Infante, explorando temas como la convivencia entre humanos y animales y el respeto por la naturaleza. Este enfoque revela la sensibilidad ecológica y animalista de Blas Infante, quien abogó tempranamente por la defensa del medio ambiente y los derechos de los animales.
Además de ser una historia de amistad entre el hombre y el animal, el texto ofrece una visión introspectiva y filosófica del autor, revelando un Blas Infante más espiritual y afectuoso. Esta perspectiva ha sido destacada por varios estudiosos, quienes consideran que esta obra es uno de los escritos más personales de Infante. Asimismo, el texto refleja la realidad socioeconómica que vivía Andalucía en la época.